# Repuš
Repuš – wieś w Słowenii, w gminie Dobje. W 2018 roku liczyła 40 mieszkańców.